# Paradoxornis brunneus
Paradoxornis brunneus é uma espécie de ave da família Sylviidae.
Pode ser encontrada nos seguintes países: China e Myanmar.